# 小行星4053
小行星4053（4053 Cherkasov）是一颗绕太阳运转的小行星，为主小行星带小行星。该小行星于1981年10月2日发现。

## 轨道参数
小行星4053的轨道半长轴为2.3385829 UA，离心率为0.078。
| 前一小行星： 小行星4052 | 小行星列表 | 後一小行星： 小行星4054 |